# Palais sénatorial
Le Palais sénatorial (en italien : Palazzo Senatorio) est un palais situé à Rome sur la place et la colline du Capitole.
Hôtel de ville depuis 1144, il est de fait le plus ancien hôtel de ville du monde. Construit entre les XIIe et XIIIe siècles sur les ruines du Tabularium et du temple de Véiovis, il a été rénové au XVIe siècle sous la direction de Michel-Ange et plus tard de Giacomo della Porta.
Il est flanqué du palais des Conservateurs et du palais Neuf, avec lesquels il compose le complexe des musées du Capitole.
Jusqu'à l'annexion de Rome au Royaume d'Italie en 1870, ce fut le siège du sénateur de Rome.

## Histoire

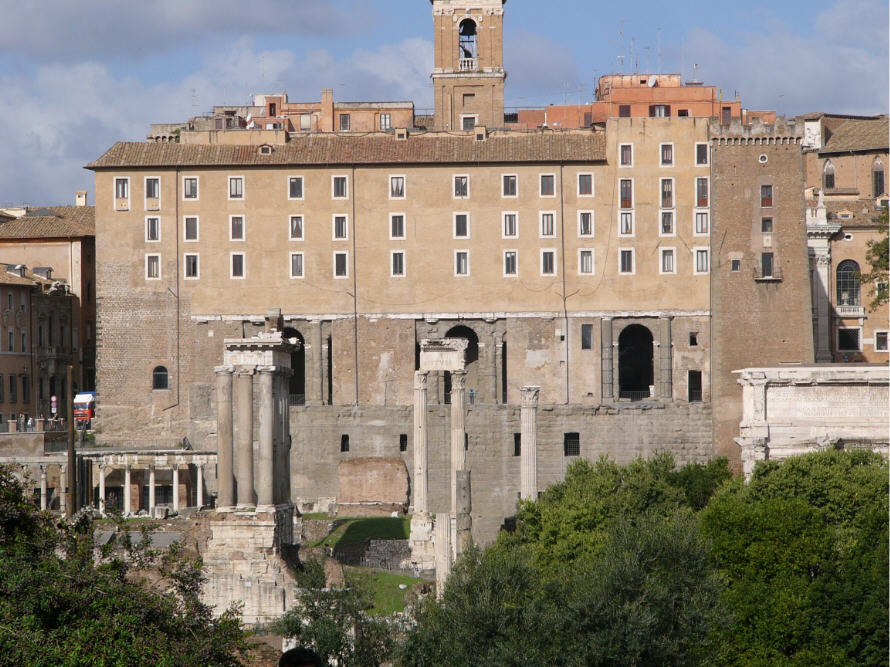
Vue depuis le Forum Romain.

Après la chute de l'Empire romain d'Occident, l'administration de Rome passe sous le gouvernement de l'Église catholique jusqu'aux soulèvements qui conduisent à la naissance de la municipalité de Rome en 1143-1144. Le Capitole, sur lequel se dresse le Tabularium, édifice de la République romaine également utilisé comme archives de l'État à l'époque de l'Empire romain, devient le centre de l'administration de la ville après la démolition d'une forteresse de la famille Corsi, édifié au Xe siècle, détruite en 1105. par le pape Pascal II.
La construction proprement dite d'un palais à usage d'hôtel de ville, sur les ruines du temple de Véiovis et du Tabularium lui-même, commence entre la seconde moitié du XIIe et la première moitié du XIIIe siècle, en utilisant la structure des bâtiments existants comme renfort et terrassement pour compenser la différence de hauteur entre les pentes sud du Capitole et le Forum Romain . Au cours des XIVe et XVe siècles, le palais subit quelques interventions en vue de le fortifier telles que la fermeture de quelques arcs de la loggia et la construction de plusieurs tours aux fonctions de contreforts. Lorsque le projet de rénovation est confié à Michel-Ange, le palais Sénatorial est devenu un complexe de quatre ailes flanqué de tours d'angle crénelées. Sa façade est tournée vers la place ; derrière les murs du soubassement se trouvent des oubliettes et des entrepôts ; le premier étage abrite la salle du tribunal, accessible par un escalier indépendant ; une loggia ouverte est aménagée dans la partie droite de la façade, au-dessus de laquelle se trouvent sans doute les appartements du sénateur.
En 1538, le pape Paul III, de la maison Farnèse, confie à Michel-Ange les travaux du futur palais Sénatorial donnant sur la place du Capitole avec la restauration du palais des Conservateurs et la création du palais Neuf. Michel-Ange réorganise la place du Capitole avec notamment le déplacement de la statue équestre de Marc Aurèle depuis le palais du Latran, ainsi que les plans de la construction des façades des futurs palais, mais il ne verra pas son œuvre achevée. Le palais Sénatorial, toute la statue équestre, est alors tourné non pas vers le Forum, mais vers le terrain vague s'étendant devant la Rome moderne. Le palais actuel ne doit au plan initial de Michel-Ange que son ordre colossal et le niveau inférieur traité comme un sous-sol contre lequel est placé le grand escalier double : l'argent manque pour une rénovation de fond de l'ancien bâtiment ; la tâche de l'architecte se borne à donner un aspect régulier à la façade, à placer l'accès au tribunal dans l'axe central et à transformer l'escalier en conséquence. Michel-Ange de revendique certainement pour cela l'intégralité du soubassement. Il conçoit un escalier cérémoniel du type de sa première esquisse pour le vestibule de la bibliothèque Laurentienne : deux longues volées symétriques convergeant au centre en un perron en avancée. Au-dessus était prévu un balcon ouvert se prolongeant en une coursière aménagée sous les portes-fenêtres de l'étage haut. Contre la face postérieure de l'aile de la façade se dressait un campanile. En gravissant la colline depuis la ville par la Cordonata capitolina, on verrait ainsi se dresser successivement et les uns au dessus des autres, la statue équestre, la statue de Jupiter, le baldaquin et le campanile, impressionnante démonstration du pouvoir juridictionnel suprême.
Ces projets n'altèrent pas l'aspect de château fort du bâtiment. Le soubassement en pierre de taille, le soulignement de l'axe central et le laborieux contournement des deux tours d'angle par les volées d'escalier ne sont pas sans rappeler le palais de Justice de Jules II commencé par Bramante dans la Via Giulia, palais qui, selon le vœu du pape, était destiné à devenir le Palais Sénatorial. La réalisation du baldaquin ne fut pas menée au-delà de premières amorces que l'on peut encore voir sur l'édifice. Elle est abandonnée après la transformation intérieure du palais en 1573-74 et les modifications intervenues au niveau de l'enchainement des étages.
Il n'existe pas de données précises concernant l'exécution des travaux. Le projet existe dès 1542 : le gros œuvre de la partie gauche est en cours de réalisation quelques années plus tard, celui de la moitié droite après la démolition de la loggia Squarcialupi, dont le bilan final est établi en date du 12 octobre 1547. En 1554, le portail d'entrée du perron supérieur de l'escalier est en cours de construction ainsi que l'élargissement de la tour d'angle droite jusqu'au niveau de la galerie placée devant l'étage supérieur. Après une inspection de Pie IV le 5 novembre 1561, des travaux de réparation sont effectués : à la demande du pape, un nouveau projet voit le jour pour la rénovation de la façade, d'après lequel un bilan des travaux est établi le 24 avril 1564.

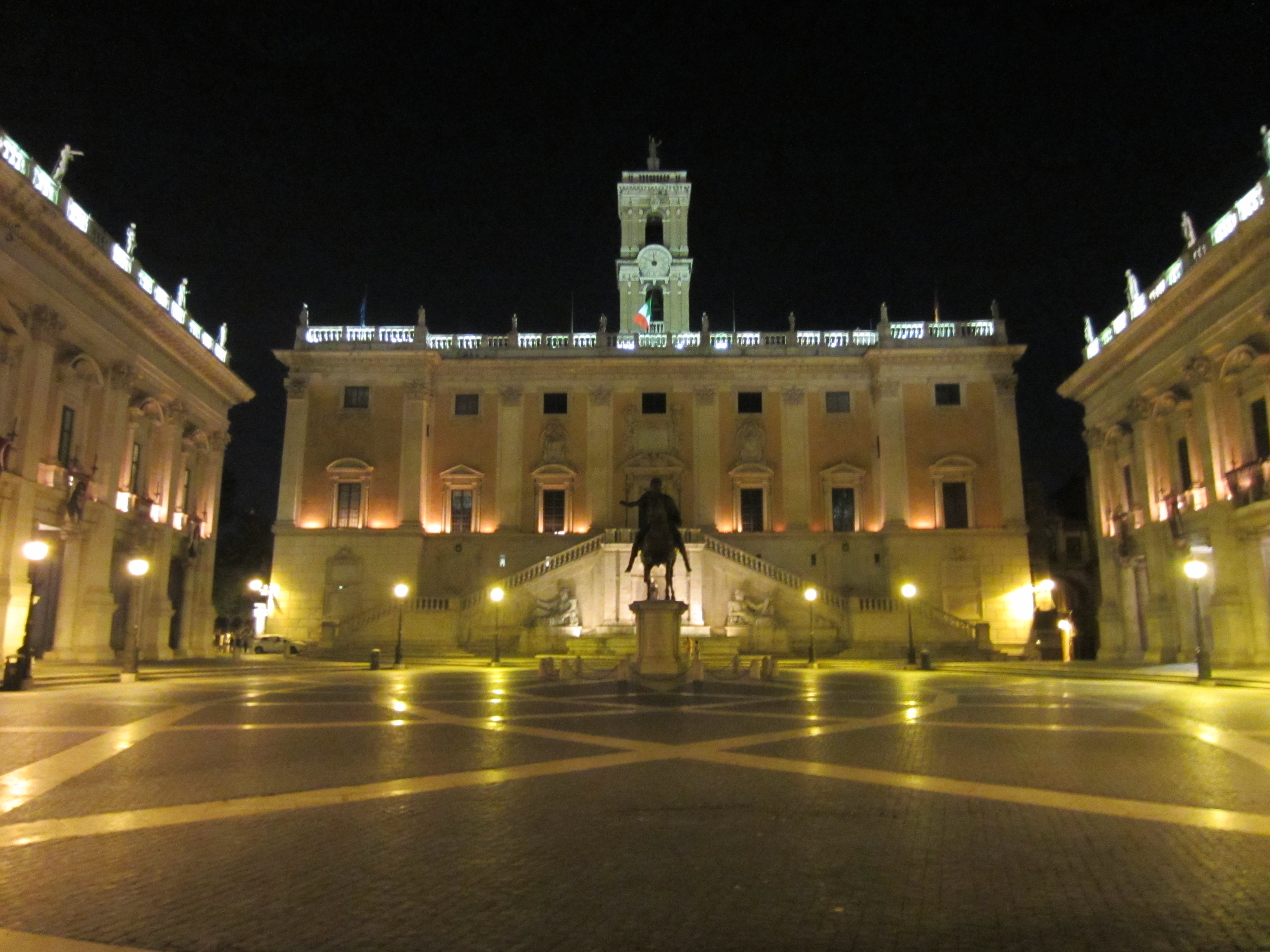
Le palais sénatorial de nuit sur la place du Capitole entre le palais Neuf et le palais des Conservateurs.

À la mort de Michel-Ange, les travaux se poursuivent sous la direction de l'architecte Giacomo Della Porta, qui termine l'édification du bâtiment en 1605 avec sa façade baroque, sur la base des dessins de Michel-Ange, mais proposant des variations importantes. La façade principale du bâtiment, qui n'a été achevée qu'entre 1593 et 1598, réunit les salles du Sénateur avec celles de la chambre haute, donnant vie à ce qui deviendra par la suite la salle Jules César. Le grand ordre de pilastres n'est plaqué sur l'édifice qu'en 1593. Il reprend le système du palais des Conservateurs, mais ne consiste qu'en de larges bandes de travertin : l'espace manque pour une articulation plus profonde du relief, le plan du mur est déterminé par l'escalier de Michel-Ange, directement adossé à l'ancien mur. Michel-Ange ne songeait pas encore à un ordre de pilastres dans les années 1540 : pour ce faire, il lui aurait fallu transformer l'escalier ou faire éliminer le relief mural de la maçonnerie existante. Cette idée peut remonter à un commanditaire ultérieur, peut-être Pie IV, qui voulut ennoblir le siège sénatorial et donner un visage uniment moderne au Capitole. Tels qu'ils sont réalisés, les pilastres font plutôt l'effet d'un décor cérémoniel apposé après-coup. Le vrai motif pathétique de la façade demeure l'escalier de Michel-Ange.
L'aménagement de la place selon le projet de Michel-Ange, y compris le trottoir, est achevé entre les XVIIe et XIXe siècles. Apparemment, il n'y eut jamais de plans complets complets pour le palais Sénatorial ; la gravure d'Étienne Dupérac (1568) semble dériver de croquis et de déclarations d'intention. Dominant le palais, la tour et son clocher sont édifiés par l'architecte Martino Longhi l'Ancien.
Dans une salle du bâtiment, des fresques ont été retrouvées, qui sont restées longtemps cachées et qui ont été endommagées plusieurs fois au cours des siècles, datant des années vingt ou trente du XIVe siècle. Elles représentent un Christ triomphant, les saints Pierre et Paul et y figurent les traces d'un halo ayant appartenu à une Vierge Marie. Certains historiens de l'art pensent qu'elles ont pu être réalisées par l'atelier de Pietro Cavallini, d'autres pensent à une œuvre de Filippo Rusuti. Compte tenu du lieu de la découverte et du fait qu'à l'époque le palais était le siège de la plus haute autorité administrative de la ville, il semble probable que cette dernière ait fait appel au savoir-faire de certains des meilleurs artistes de la commune. La présence d'un noble symbole représentant une colonne à côté de la figure de saint Pierre, suggère une commission de la famille Colonna. Le patron a été identifié par certains érudits en la personne de Pietro Colonna. Ceci, cependant, ferait remonter l'œuvre à la fin du XIIIe siècle, à la période comprise entre 1288 et 1297.

## Description

### Extérieur

#### Façade

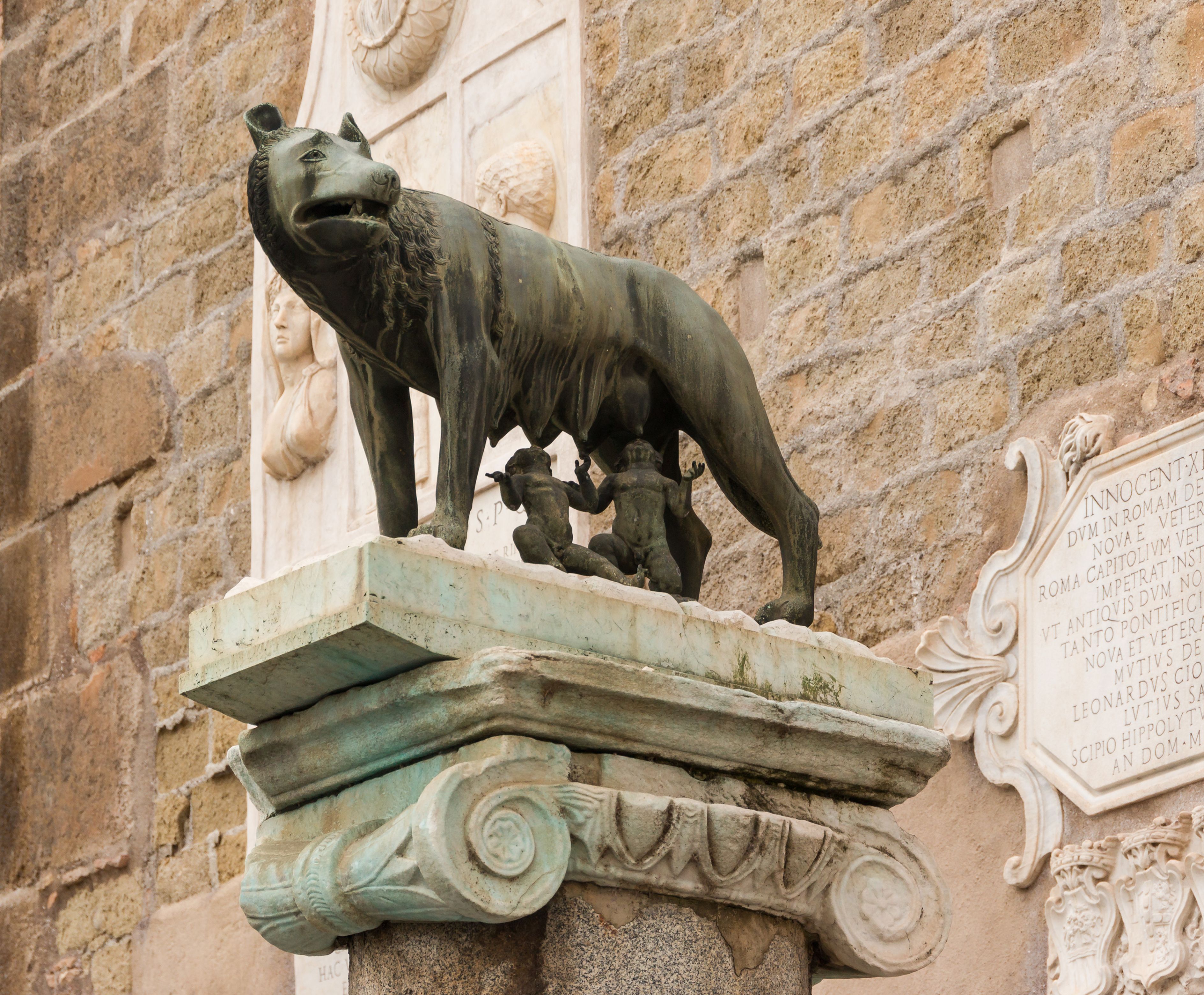
Réplique de la Louve Capitoline placée près de l'entrée secondaire.

La façade du bâtiment fait face à la place du Capitole et a une seule entrée, accessible par le double escalier monumental, et deux rangées de fenêtres. Sur les côtés, les deux tours contreforts sont encore visibles, tandis que sur la façade arrière, la tour de Nicolas V (1451) abrite le bureau du maire.
Le double escalier conçu par Michel-Ange est décoré par un ensemble sculptural composé d'une statue de Roma (déesse), représentant initialement Minerve assise, placée au sommet d'une fontaine, et sur les côtés deux statues monumentales représentant le Nil (à gauche ) et le Tibre (à droite), ces deux dernières provenant du temple de Sérapis sur le Quirinal. Sur le bord, deux bassins constituent avec la statue de la déesse Roma le vestige d'un projet commandé par le pape Sixte V et abandonné après sa mort.
Sur le côté gauche, vers la via di San Pietro in Carcere, en descendant vers le Forum romain, l'entrée secondaire est marquée par une colonne avec un chapiteau ionique surmonté d'une copie de la Louve capitoline.
Avant la donation de Sixte IV, le groupe du Lion dépeçant un cheval, aujourd'hui dans les collections capitolines d'antiquités, était installé au sommet du grand escalier d'accès au palis, son emplacement médiéval. C'est la seule sculpture du Capitole avant cette dotation. Elle marquait le locus iustitiae, mentionné dans les documents du XIVe siècle, où l'on prononçait les sentences capitales, qui y étaient parfois exécutées. 

#### Tour de la Patarina

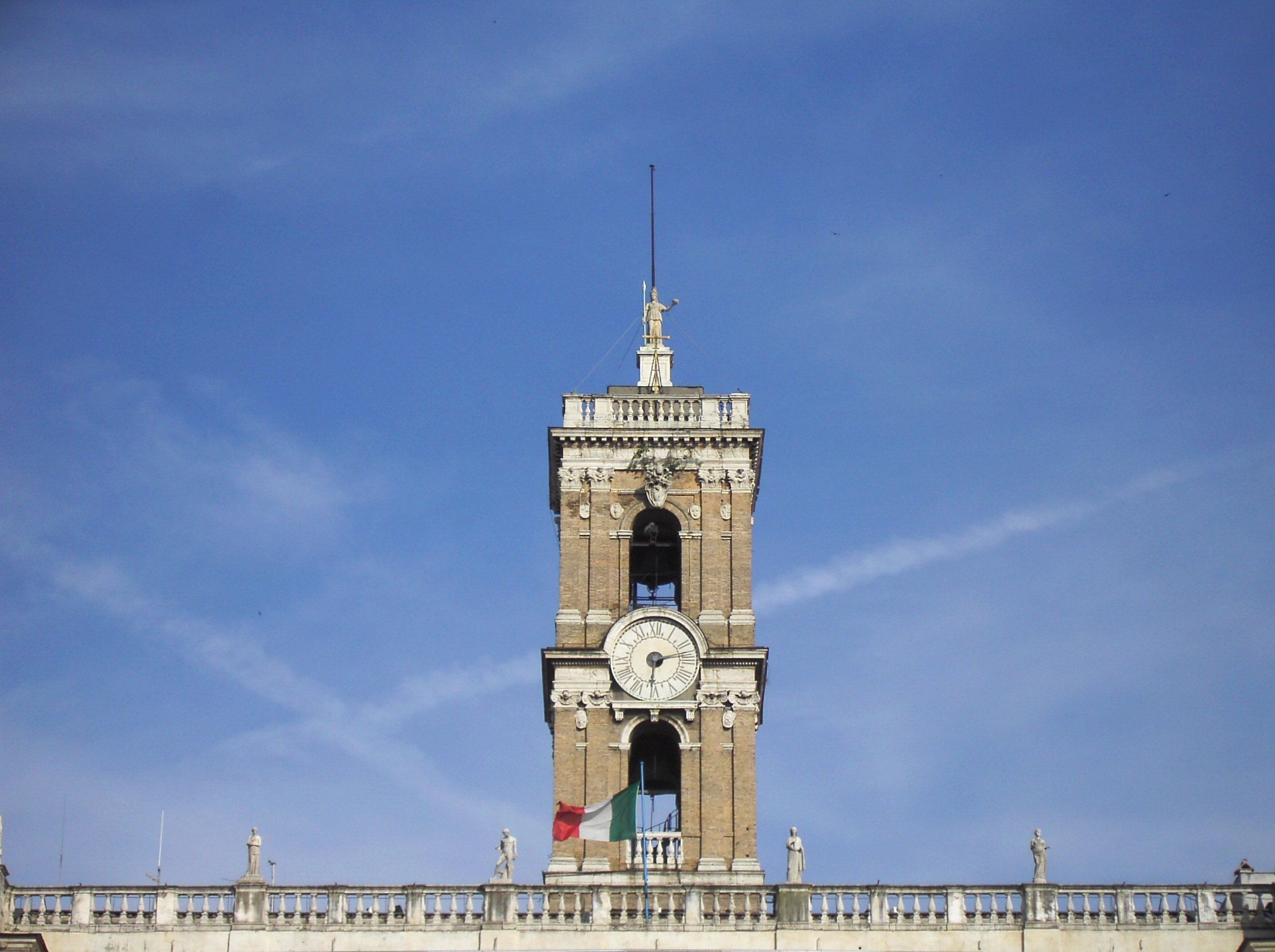
Tour de la Patarina.

Au sommet du bâtiment se trouve la tour de la Patarina, construite entre 1578 et 1582 sur un projet de Martino Longhi l'Ancien pour remplacer la tour précédente d'origine médiévale et haute de plus de 35 mètres, détruite par la foudre vers le milieu du XVIe siècle. La structure carrée en briques est divisée en trois ordres superposés, dont deux sont bien visibles. Ces derniers sont ornés de quatre arcs (un pour chaque façade) qui enserrent les chambres des cloches occupées par deux cloches en bronze datant de 1804 et 1805. Au sommet se trouve une réplique d'une statue représentant Minerve et un paratonnerre pour protéger la structure. L'horloge placée à l'origine sur la façade de la basilique Santa Maria in Aracoeli voisine a été transférée sur la façade principale en 1806.
L'épithète dérive du Patarina, le nom par lequel une cloche de Viterbe a été rebaptisée comme butin de guerre. La capitale de la Tuscie donna en effet refuge aux pataris, mouvement né dans l'église milanaise et considéré comme hérétique par l'église romaine. Cette cloche a été coulée plusieurs fois à partir de 1506 même si son sort n'est pas clair.
Les cloches de la tour sonnent généralement à l'occasion de l'élection du maire et de Noël, même s'il y a eu des carillons extraordinaires, comme ceux à l'occasion de l'abdication de Benoît XVI le 28 février 2013.

### Intérieur

#### Salle Jules César

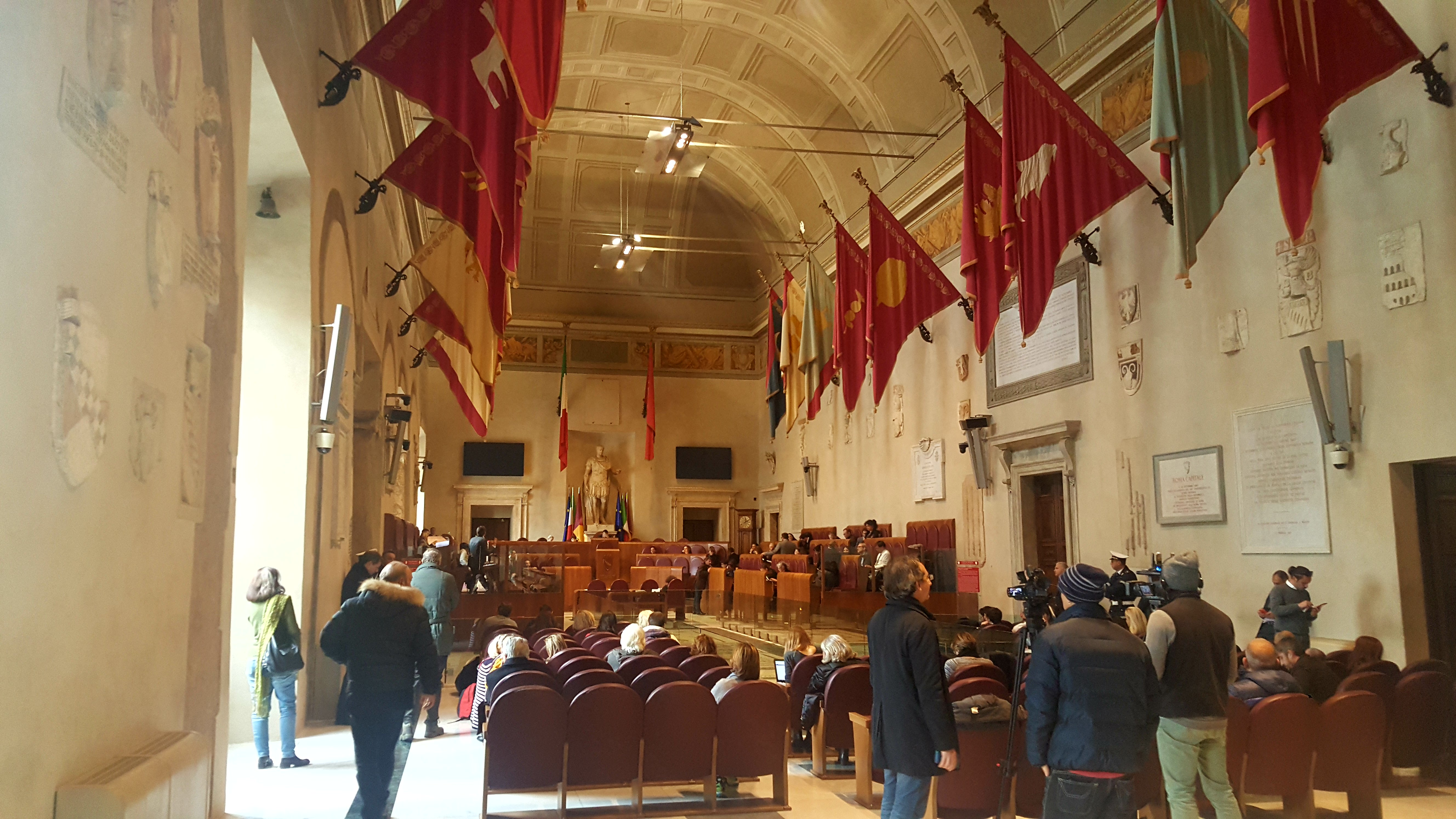
Session de l'Assemblée Capitoline dans la salle Jules César, avec sur le mur du fond, la statue qui donne son nom à la pièce.

La salle Jules César (Aula Giulio Cesare), également connue sous le nom de salle du conseil, accueille les sessions de l'Assemblée Capitoline et a conservé inchangée sa fonction de salle de réunion des différents organes collégiaux qui se sont alternés dans son histoire dans l'administration de Rome.
Les drapeaux des 22 rioni de Rome sont disposés en haut des murs latéraux, tandis que quelques colonnes de la loggia du bâtiment d'origine sont visibles, ainsi que quelques armoiries en marbre préalablement placées sur la façade du bâtiment. Aux deux antipodes de la salle, le long des petits côtés, une statue représente Caius Julius Caesar en armure, d'où le nom de la salle, et une autre, du Ier siècle, représente un navarque romain non identifié. Au centre de la pièce se trouve une mosaïque du IIe siècle provenant d'une villa romaine de la région de Casal Morena.
La sculpture dont la salle tire son nom est grande (elle mesure plus de 3,1 m de haut) et provient peut-être du Forum de César. Elle remonte au Ier siècle av. J.-C. et est en marbre Grechetto. En 1936, une réplique en bronze a été faite de la statue qui a été placée dans la via dei Fori Imperiali. D'autres répliques en bronze ont été installées dans les mêmes années à Rimini et à Aoste.

#### Salle de la tapisserie
Utilisée pour des réunions, la salle tire son nom de la précieuse tapisserie flamande datant de la seconde moitié du XVIe siècle qui y est installée. Elle abrite deux tableaux : I Progenitori, d'un peintre vénitien du XVIIIe siècle, et La Forge de Vulcain (XVIIe siècle) de Leandro Bassano, ainsi que les bustes des triumvirs de la République romaine (1849) : Carlo Armellini, Giuseppe Mazzini et Aurelio Saffi.

#### Salle des drapeaux
Constituée de salles de la tour de Martin V, elle doit son nom à la conservation de divers drapeaux dont le 14 de la garde civique voulu par Pie IX en 1847, ceux des quartiers, celui des Jeux olympiques d'été de 1960 et de la frégate Roma, avec lequel e cercueil du roi Humbert Ier a été enveloppé, ainsi que la bannière de Rome.
La giunta comunale (conseil municipal) se réunit dans la salle autour d'une table historique en ébène réalisée en 1842 et utilisée à diverses occasions historiques telles que la réunion du premier conseil municipal de la ville convoquée par Pie IX en 1847 et le triumvirat composé d'Armellini, Mazzini et Saffi pendant la République romaine.

#### Salle du Carroccio
La salle est dédiée au Carroccio dont les restes ont été envoyés en guise d'avertissement par Frédéric II (empereur du Saint-Empire) après la victoire de la bataille de Cortenuova (1237) contre la Ligue lombarde. Ils sont accompagnés d'une inscription que l'on peut traduire comme suit :

« O Rome, reçois le char en cadeau de Frédéric II César Auguste, un ornement de bon augure pour la ville. Celui-ci, pris par le massacre de Milan, vient comme une proie illustre pour rapporter le triomphe de César. Elle restera à l'opprobre de l'ennemi ; est envoyé en l'honneur de la ville de Rome. L'amour pour elle nous a obligé à l'envoyer »

Dans la même salle, principalement utilisée pour les conférences, se trouvent également plusieurs inscriptions et fragments de marbre de mobilier du début du Moyen Âge provenant de la basilique voisine Santa Maria in Aracoeli et des salles démolies lors de la construction du Monument à Victor-Emmanuel II.

#### Bureau du maire

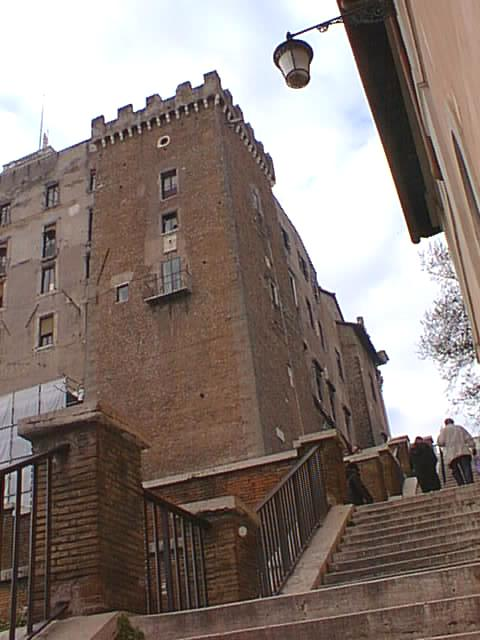
Tour du Pape Nicolas V vue en montant du Forum. Le balcon correspond au bureau personnel du maire situé à l'intérieur de la tour.

Le bureau du maire, situé dans la tour Nicolas V (1451), est divisé en deux salles contiguës. La première abrite le bureau proprement dit tandis que la seconde sert de salle de réunion ; cette dernière donne sur le célèbre balcon visible de l'extérieur de la tour.
La première salle est ornée d'une statue et de six tableaux. La statue, représentant une femme drapée non identifiée, semble remonter au Ier siècle et a été retrouvée en 1953 dans la zone occupée par le temple du Soleil voulu par Aurélien (empereur romain) au IIIe siècle. Les riches vêtements suggèrent une identification possible avec Fortuna ou une reine ressemblant à une déesse.
Les peintures sont : une copie par un peintre toscan du Portrait de Michel-Ange Buonarroti (XVIe siècle) par Jacopino del Conte, Parabole du facteur infidèle, par Domenico Fetti, Le Christ et Véronique (XVIIe siècle), l'œuvre d'un peintre émilien anonyme, Battaglia (XVIIIe siècle), par un peintre italien anonyme, et deux Paysages par deux peintres italiens anonymes.

## Vues

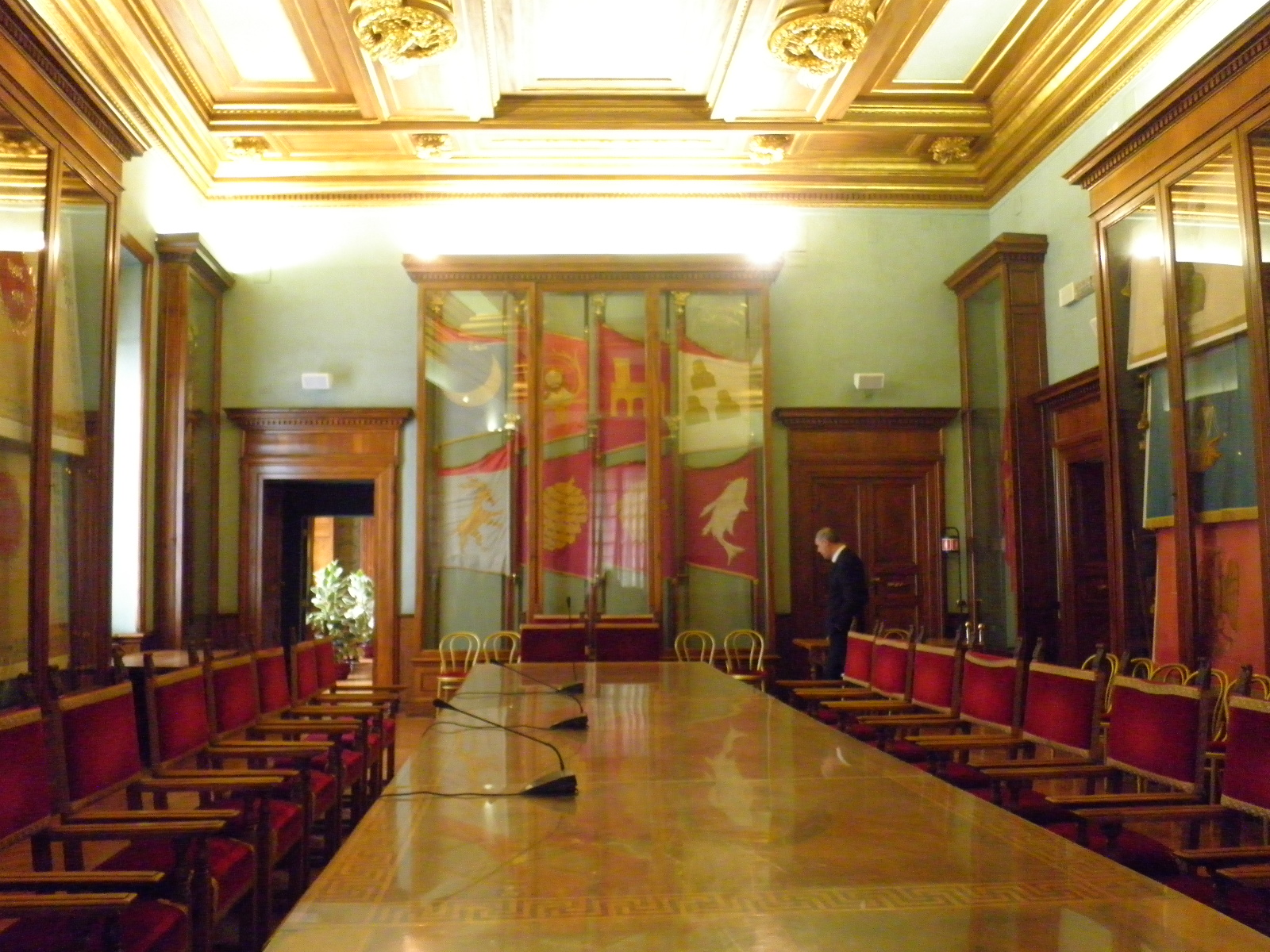
Salle des Drapeaux.
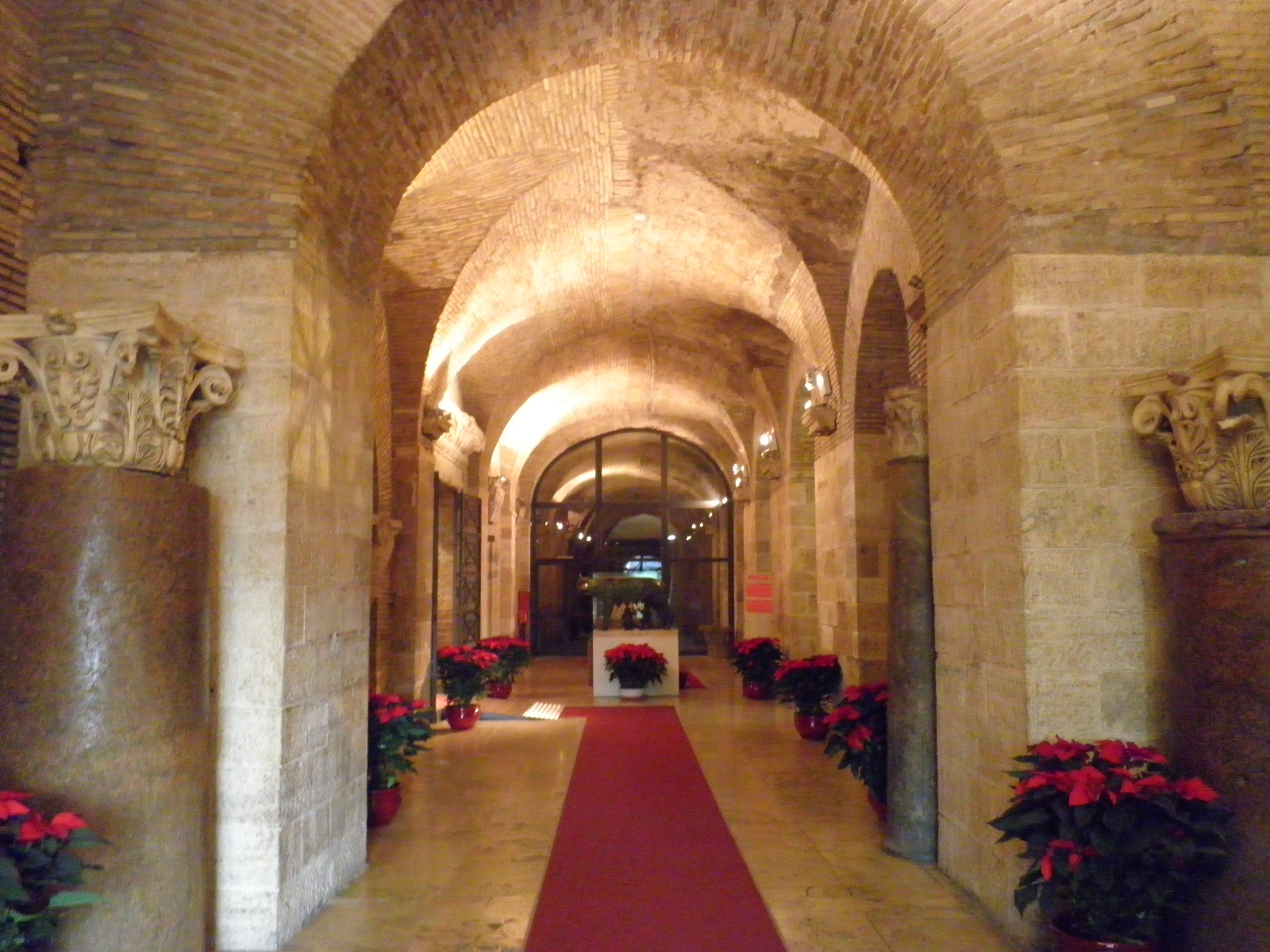
Entrée inférieure.
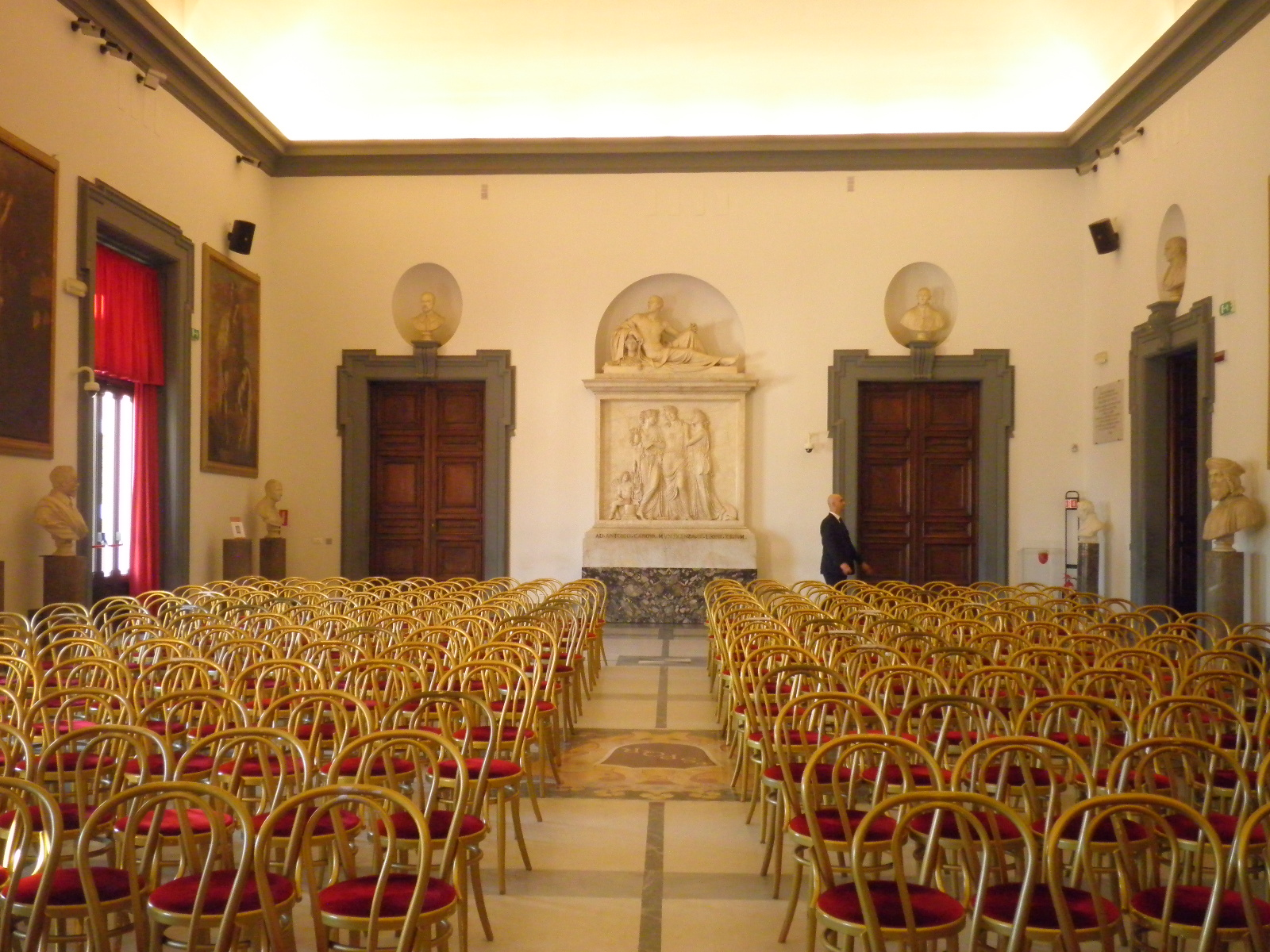
Salle de réunion.